# 国際連合安全保障理事会決議196
国際連合安全保障理事会決議196（こくさいれんごうあんぜんほしょうりじかいけつぎ196、英語: United Nations Security Council Resolution 196、UNSCR196）は、1964年10月30日に国際連合安全保障理事会で全会一致で採択された決議である。マルタの国連加盟申請を検討し、同国の加盟承認を総会に勧告した。